# Andranofanjava
Andranofanjava är en ort i Madagaskar. Den ligger i den norra delen av landet, 700 km norr om huvudstaden Antananarivo. Andranofanjava ligger 239 meter över havet och antalet invånare är 4 413.
Terrängen runt Andranofanjava är kuperad söderut, men norrut är den platt. Runt Andranofanjava är det mycket glesbefolkat, med 6 invånare per kvadratkilometer. Det finns inga andra samhällen i närheten. Omgivningarna runt Andranofanjava är huvudsakligen savann.